# Eccellenza Calabria 1992-1993
Il campionato italiano di calcio di Eccellenza regionale 1992-1993 è stato il secondo organizzato in Italia. Rappresenta il sesto livello del calcio italiano.
Questo è il campionato della Calabria, gestito dal Comitato Regionale Calabria; è costituito da un girone all'italiana, che ospita 16 squadre.

## Squadre partecipanti
- A.C. Amantea 1927, Amantea (CS)
- U.S. Ardore, Ardore (RC)
- U.S. Catanzaro Lido, Catanzaro
- A.C. Gioiese 1918, Gioia Tauro (RC)
- A.C. Locri 1909, Locri (RC)
- A.C. Emilio Morrone, Cosenza
- A.C. Nuova Melito, Melito di Porto Salvo (RC)
- U.S. Palmese 1912, Palmi (RC)
- U.S.D. Paolana, Paola (CS)

- U.S. Praia, Praia a Mare (CS)
- S.C. Reggio Gallina 1969, Gallina di Reggio Calabria
- A.S.D. S.S. Rende, Rende (CS)
- S.C. Sambiase, Lamezia Terme (CZ)
- A.S.D. Siderno, Siderno (RC)
- S.S. Silana, San Giovanni in Fiore (CS)
- A.S.C. Tropea, Tropea (VV)

## Classifica finale
|  | Pos. | Squadra             | Pt | G  | V  | N  | P  | GF | GS  | DR   |
|  | ---- | ------------------- | -- | -- | -- | -- | -- | -- | --- | ---- |
|  | 1.   | Reggio Gallina      | 45 | 30 | 19 | 7  | 4  | 54 | 21  | +33  |
|  | 2.   | Paolana             | 44 | 30 | 18 | 8  | 4  | 64 | 21  | +43  |
|  | 3.   | Amantea             | 42 | 30 | 18 | 6  | 6  | 52 | 18  | +34  |
|  | 4.   | Silana              | 39 | 30 | 16 | 7  | 7  | 73 | 30  | +43  |
|  | 5.   | Palmese             | 39 | 30 | 15 | 9  | 6  | 49 | 26  | +23  |
|  | 6.   | Sambiase            | 36 | 30 | 12 | 12 | 6  | 50 | 25  | +25  |
|  | 7.   | Siderno             | 35 | 30 | 12 | 11 | 7  | 35 | 23  | +12  |
|  | 8.   | Nuova Melito        | 34 | 30 | 12 | 10 | 8  | 40 | 33  | +7   |
|  | 9.   | Tropea              | 28 | 30 | 10 | 8  | 12 | 51 | 57  | -6   |
|  | 10.  | Rende               | 27 | 30 | 9  | 9  | 12 | 38 | 28  | +10  |
|  | 11.  | Gioiese             | 27 | 30 | 12 | 3  | 15 | 50 | 52  | -2   |
|  | 12.  | Ardore              | 26 | 30 | 10 | 6  | 14 | 28 | 47  | -19  |
|  | 13.  | Locri               | 23 | 30 | 8  | 7  | 15 | 42 | 44  | -2   |
|  | 14.  | Praia               | 20 | 30 | 9  | 2  | 19 | 36 | 66  | -30  |
|  | 15.  | Morrone Cosenza     | 11 | 30 | 3  | 5  | 22 | 20 | 75  | -55  |
|  | 16.  | Catanzaro Lido (-4) | 0  | 30 | 1  | 2  | 27 | 11 | 125 | -114 |